# Костарів Леонід
Леонід Костарів (* 6 лютого 1888, Санкт-Петербург – † 27 червня 1973, Прага) – український економіст. Політично позиціонував себе як український націоналіст і фашист. Агент ОГПУ/НКВД.

## Життєпис

Провідні члени Легії Українських Націоналістів. Сидять зліва направо: Микола Сціборський, Микола Тобілевич, Теофіл Пасічник-Тарнавський, Леонід Костарів, Максим Загривний. Стоять зліва направо: Юрій Руденко, Юрій Артюшенко, Дмитро Пасічник, Роман Минів, Дмитро Демчук, Олександр Чехівський, Костянтин Дударів, Ярослав Герасимович

Перший Конґрес Українських Націоналістів у Відні, 1929 рік. Сидять зліва направо 1 ряд: Юліан Вассиян, Дмитро Андрієвський, Микола Капустянський, Євген Коновалець, Микола Сціборський, Яків Моралевич, Володимир Мартинець, Микола Вікул. Стоять зліва направо 2 ряд: Іван Малько, Осип Бойдуник, Максим Загривний, Євген Зиблікевич, Петро Кожевників, Дмитро Демчук, Леонід Костарів, Олесь Бабій, Ріко Ярий, Михайло Антоненко, Зенон Пеленський. Стоять зліва направо 3 ряд : Юрій Руденко, Ярослав Барановський, Степан Охримович, Степан Ленкавський, Андрій Федина, Ярослав Герасимович, Теофіл Пасічник-Тарнавський, Олександр Згорлякевич

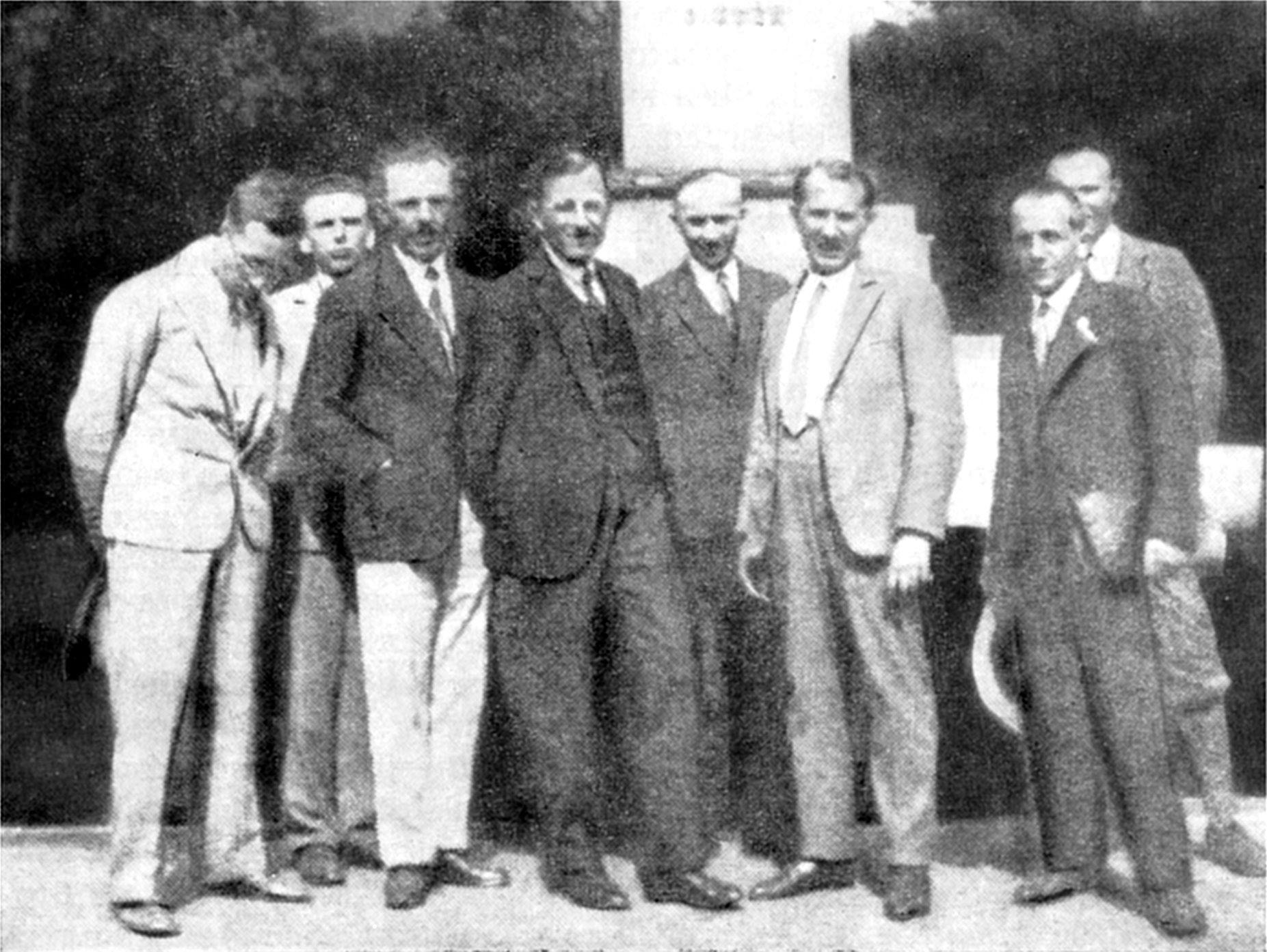
Нарада у Празі, червень 1930. Зліва направо: Зенон Пеленський, Осип Бойдуник, Осип Рев'юк, Юліан Головінський, Омелян Сеник, Євген Коновалець, Леонід Костарів, Зиновій Книш

Середню освіту здобув у Санкт-Петербурзі. Закінчив економічний факультет Петербурзького політехнічного інституту (до 1912), після чого служив в російському флоті.
1919 — потрапив до армії УНР, разом із нею був інтернований у Польщі.
Початок 1920-х років — разом із Петром Кожевниковим створив Союз Українських Фашистів (СУФ).
1925 — як представник СУФ брав участь в установчих зборах Леґії українських націоналістів (ЛУН).
1928 — закінчив економічний відділ Української Господарської Академії в Подєбрадах і здобув фах інженера-економіста.
1928 — став політичним референтом Центрального Комітету ЛУН.
1928 — взяв участь в Другій Конференції Українських Націоналістів в Празі, як представник ЛУН.
1929 — брав активну участь в I Конгресі Українських Націоналістів, на якому очолював організаційну комісію. Зголосив на конгресі цілих 4 реферати: «Промислова політика України», «Проблема морської оборони України», «Національна революція на Західних Землях України», «Уваги до статуту ОУН». Був обраний членом Проводу українських націоналістів (ПУН).
1933 — Надзвичайним Судом ОУН виключений із членів ПУН (у діяльності якого на той час фактично не брав участі понад два роки) та самої Організації. Причини: за порушення приписів «Правильника організаційної карности членів ОУН» та устрою ОУН, які виявилися у відсутності «моральних прикмет члена ОУН», «інтриґанстві супроти інших членів ПУН» та «нахилі до розвалювання ОУН». А найголовніше — був запідозрений у діяльності на користь чужої розвідки (як з'ясувалося згодом, радянської).
Після 1939 — резидент НКВД у Празі під час німецької окупації та після Другої світової війни, працював проти керівного осередку ЗЧ ОУН в Мюнхені.

## Внесок у формування економічної програми ОУН
У статті «Проблеми української промислової політики» Костарів наголошує, що Україна внаслідок політики держав-окупантів є їхнім сировинним придатком.
Промисловість розглядав як важіль формування українських робітничого класу та буржуазії (які в Україні були представлені переважно неукраїнцями). Зазначав, що більшовицька промислова колонізація теренах України характерна тим, що керівні посади займали представники метрополії, а місцеві кадри займали незначні посади. 
Твердив, що лише потужна українська економіка може забезпечити ефективну зовнішню політику: «Торгівець це аванґард модерного імперіалізму».
Наполягав на плановому розвитку промисловості: «Коли б орґанізація промислового життя України була передана цілком «варягам» закордонного капіталу, або – колиб допущено необмежену приватну ініціятиву хоч би й українських капіталістів, то утворити при таких умовах плянове промислове господарство України було б не тільки дуже тяжко, але просто неможливо». Має бути постійний контроль за промисловістю, бо її розвиток в тій чи іншій формі має задовольняти потреби й інтереси держави.
В статті «Упромисловлення України» Костарів наводить цифру: «Робітництво та службовці на Україні не менше як на 50% — росіяне, поляки, жиди та інші не-українські елементи».
На думку Костарева, згідно з майбутнім планом «упромисловлення» (індустріалізації) України, першочергово «мусять бути задоволені вимоги оборони держави (розвиток металюрґічної, хемічної, військової й ін. промисловости), у другу чергу слід буде розвинути ті галузі промисловости, яких бракує Україні для досягнення господарської незалежности, а наприкінці ті галузі, що сприятимуть машинізації нашого сільського господарства та поліпшенню наших засобів перевозу». Процес раціоналізації промисловості мав складатися з модернізації засобів виробництва, раціоналізації праці та підготовки потрібних фахівців. 
Зазначав, що формування українського робітничого класу має відбуватися за західними стандартами, бо аналіз ефективності робітника Західної Європи показує його переваги перед російським. Базисною засадою для Костарева є обов’язкове звільнення робітництва від мобілізації у воєнний час.  
На думку Л.Костаріва, націоналізація та державний контроль не становитимуть серйозних перешкод для іноземних інвестицій: «Коли на Україні відкриються вигляди для рентабільного приміщення капіталу, він потече туди, не дивлючись на удержавлення української промисловости».
З потенційних партнерів української економіки пріоритетним мав би бути радше американський інвестор, аніж європейським: «Американець, вкладаючи в підприємство капітал, вимагає лише права провірки над його вживанням – в протилежности до європейця, який заявляє права й на політичні впливи й на обсадження всіх провідних посад своїми однородцями» .

## Друковані праці Костарєва
- Проблеми української промислової політики // Розбудова Нації. — 1929. — Число 5. – С. 137-142
- Упромисловлення України // Розбудова Нації. — 1929. — Число 6-7. – С. 191-195